# Napolitains

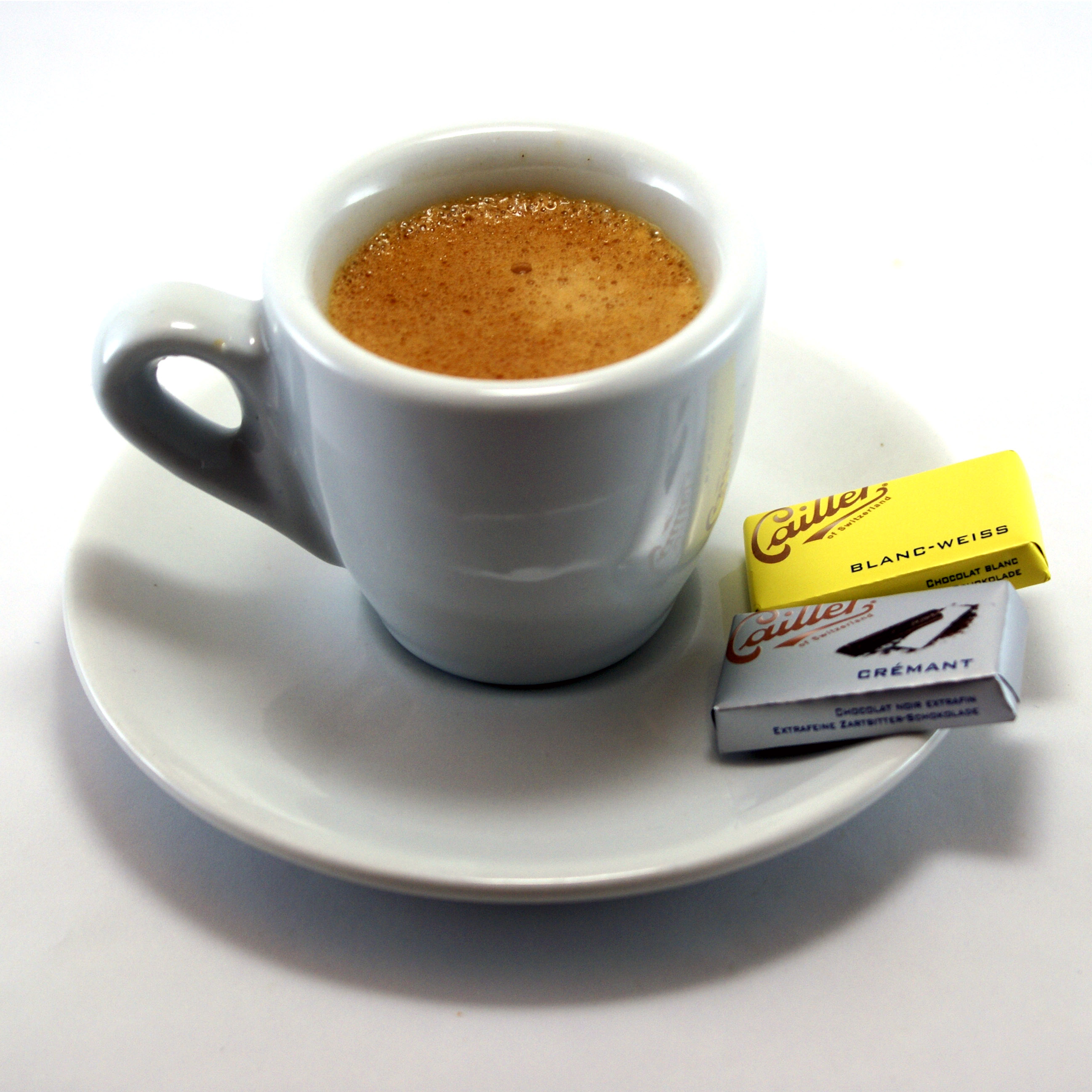
Napolitains serviert mit einer Tasse Espresso

Napolitains (kurz auch: Naps) sind kleine Schokoladentäfelchen, die oft zu einer Tasse Kaffee serviert werden. In vielen Hotels werden sie vor Ankunft der Gäste im Zimmer bereitgelegt.

## Beschreibung
Napolitains sind etwa drei Zentimeter lang und zwei Zentimeter breit sowie fünf Millimeter hoch. Sie wiegen etwa fünf Gramm und sind einzeln verpackt. Napolitains können aus beliebigen Schokoladensorten und Mischungsvariationen bestehen. Oft werden Napolitains auch als Werbeprodukte verwendet. Dabei ist ihre Verpackung der eigentliche Werbeträger. Es gibt Hersteller, die nebst der Bezeichnung Napolitains auch eine Kurzbezeichnung Naps verwenden.

## Abbildungen

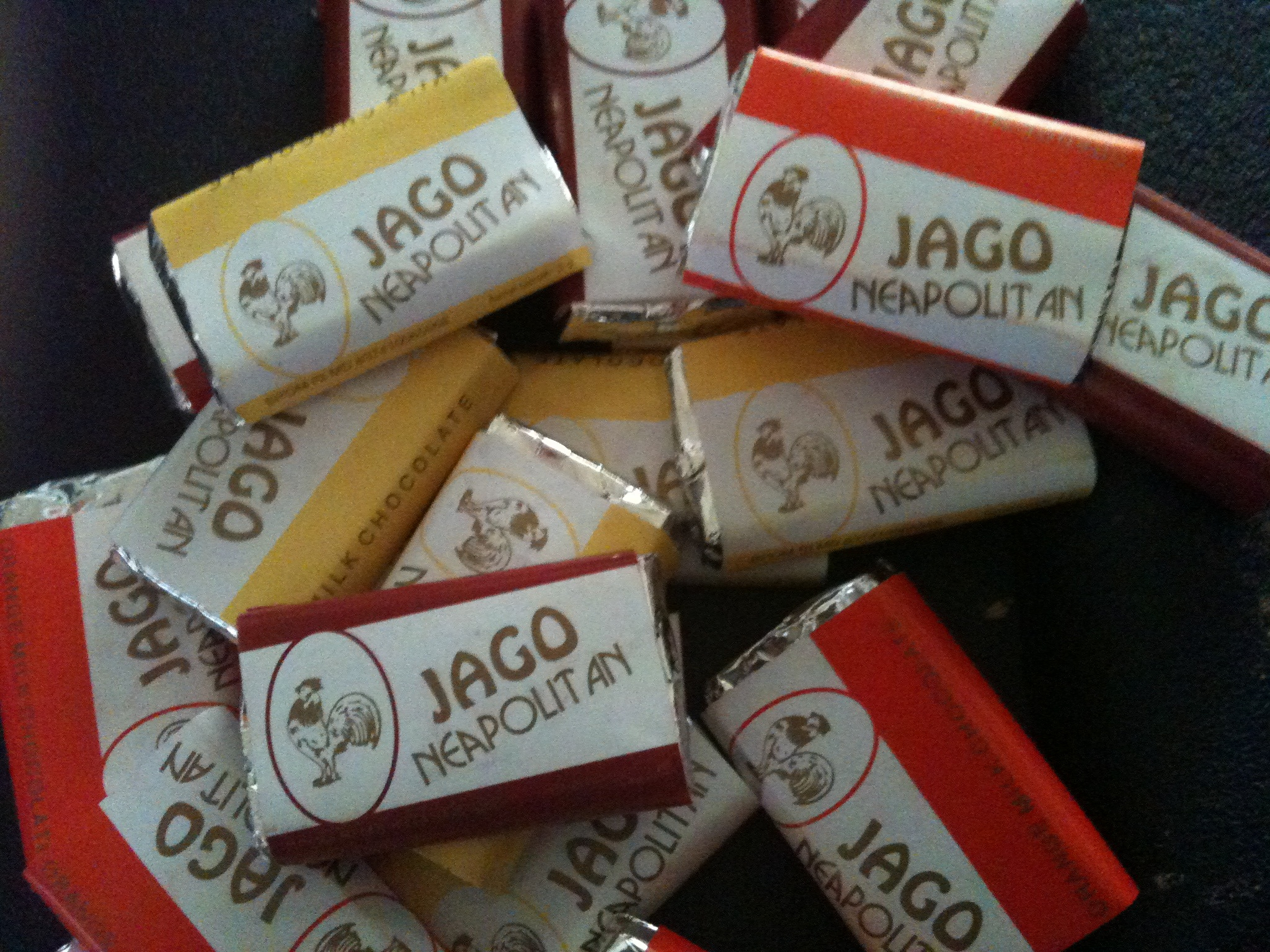
Coklat Ayam (Indonesien)
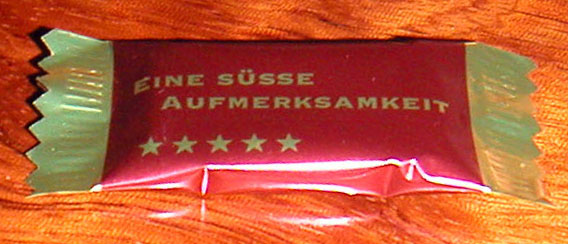
Eine süsse Aufmerksamkeit (EU)
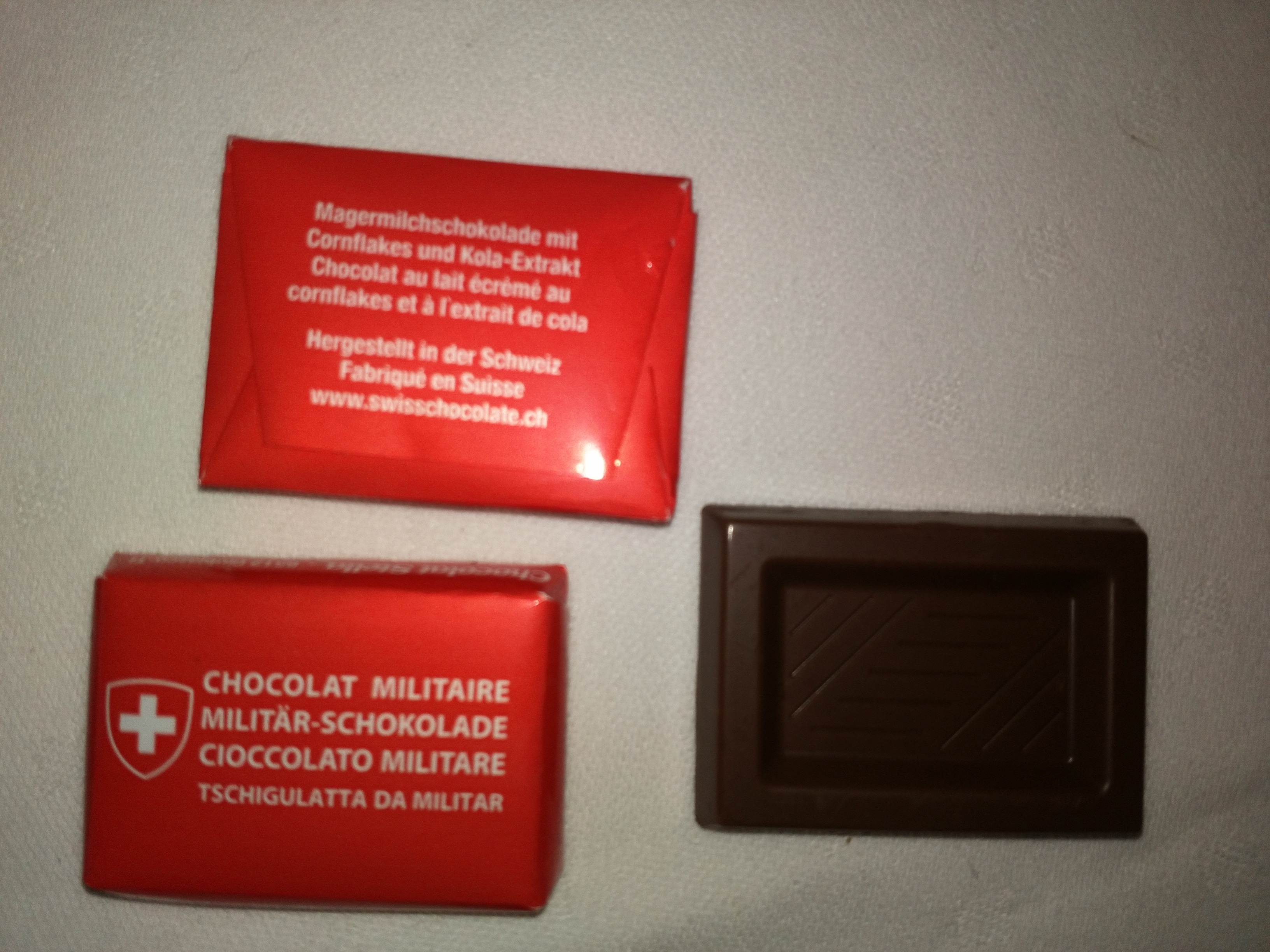
Schweizer Militärschokolade Napolitains
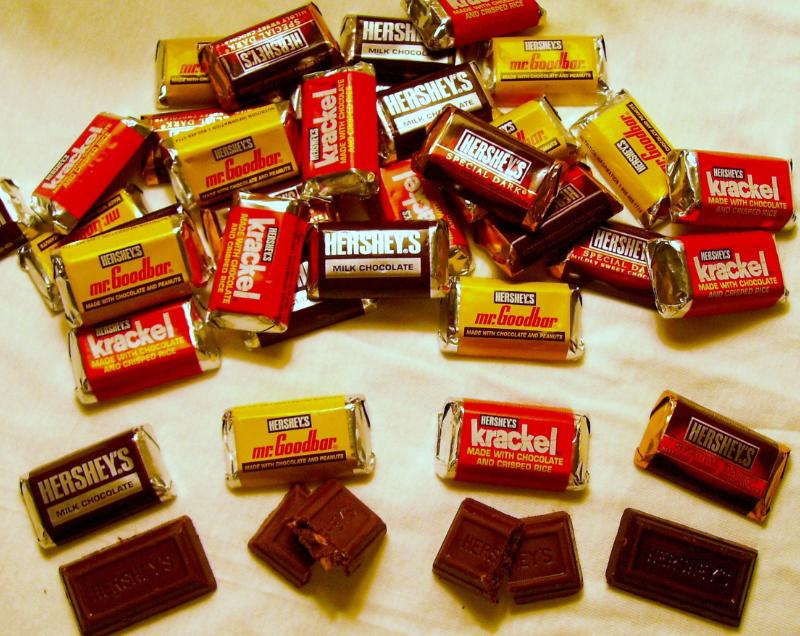
Assortierte Miniatures von Hershey (USA)

## Nährwerte (Beispiel)
je 100 g, % der Referenzmenge für einen durchschnittlichen Erwachsenen (8400 kJ / 2000 kcal):
- Energie: 2390 kJ (575 kcal) / 17,4 %
- Fett: 39 g / 16 %
  - davon gesättigte Fettsäuren: 22 g / 30 %
- Kohlenhydrate: 47 g / 5 %
  - davon Zucker: 45 g / 14 %
- Eiweiss: 7 g / 4 %
- Salz: 0,16 g / 1 %
- Natrium: 0,06 g